# Azzurro (brano musicale)
Azzurro è un brano musicale scritto da Vito Pallavicini e Paolo Conte ed inciso la prima volta da Adriano Celentano sul 45 giri Azzurro/Una carezza in un pugno, inserito poi nell'album omonimo Azzurro/Una carezza in un pugno, entrambi pubblicati nel maggio 1968 dalla casa discografica di Celentano.
La canzone, in Italia, è entrata subito nell'immaginario collettivo, nonostante non appartenesse al genere tradizionale e melodico, ed è divenuta uno dei brani più popolari in tutto il mondo non solo di Celentano ma anche di tutta la musica italiana, assieme a Nel blu dipinto di blu di Domenico Modugno.

## Storia
Nel 1966 era entrato nel Clan Celentano come autore (presentato da Roby Matano de I Campioni) un giovane avvocato astigiano con la passione per la musica: Paolo Conte. 
Visto che il suo contratto con la RCA Italiana era in scadenza, Conte aveva iniziato a collaborare con il Clan Celentano ed aveva subito scritto alcune canzoni per il cantante milanese, come Chi era lui e nel 1967 con Miki Del Prete e Luciano Beretta, aveva scritto una canzone per Celentano e sua moglie Claudia Mori, La coppia più bella del mondo, brano che trionfò al Cantagiro. Stavolta collabora con il paroliere Vito Pallavicini, e sarà Azzurro a far affermare e lentamente imporre Conte come musicista.

## Testo e musica
(Paolo Conte)
Nel 1968 Conte compone una musica non ben definibile: non è un rock, non è un lento, non è una ballata, non è un liscio, ma una specie di marcetta, senza dubbio originale, che si abbina ad un testo che Vito Pallavicini pare aver scritto su misura per Celentano, in quanto racchiude tutte le tematiche care all'artista (dall'amore all'ecologia passando per la religione), unite dalla cornice del celebre ritornello, dotato di grande carica ritmica e sonora grazie all'arrangiamento orchestrale di Nando de Luca originale e moderno.

## Successo e classifiche
La canzone riscuote comunque un enorme successo e raggiunge la prima posizione nella classifica annuale delle vendite del 1968 in Italia, rimane anche diverse settimane al numero uno della classifica in Austria.

## Altre versioni
La canzone ha avuto numerose cover:
- l'arrangiamento orchestrale per banda musicale di Fernando Francia.

in italiano
- 1968 - Mina in una versione medley per lo spettacolo del sabato sera Canzonissima, in seguito inserita nella raccolta non ufficiale Signori... Mina! vol. 4, pubblicata nel 1993.
- 1980 - una versione molto particolare del pezzo, contenuta nel film Il Pap'occhio di Renzo Arbore, dove il fantomatico coro Premiata Fabbrica Il Pernacchio (che è in realtà il coro a bocca chiusa Città di Napoli, con Lorenzo Spadoni come solista), la esegue a bocca chiusa con svariate pernacchie nei momenti più topici della melodia.
- 1984 - Gli Skiantos nel loro album Ti spalmo la crema
- 1985 - L'autore Paolo Conte nel primo album dal vivo, Concerti, e in numerose occasioni live, a volte documentate su disco o video. Conte inserisce il brano nelle scalette dei suoi concerti alcuni anni dopo aver intrapreso l'attività regolare di autore-interprete, eseguendolo inizialmente da solista col pianoforte (soprattutto nei bis), poi anche col suo gruppo a cantare il refrain in coro, ma sempre accompagnandosi al solo piano.[6]
- 1986 - Mina nell'album Sì, buana.
- 1986 - I Ricchi e Poveri nell'album Dimmi quando.
- 1990 - Il gruppo tedesco Die Toten Hosen la rivisita in versione punk rock nell'album Auf dem Kreuzzug ins Glück, come tributo per la Coppa del mondo FIFA del 1990 conquistata dalla Nazionale tedesca, mantenendo il testo in italiano e realizzando anche un videoclip.
- 1991 - Fiorello nell'album Veramente falso.
- 1998 - I Folkabbestia nell'album Breve saggio filosofico sul senso della vita.
- 2000 - La versione di Fiorello viene remixata da due dj tedeschi, "Boris & Michi" (Boris Dlugosch e Michi Lange, entrambi collaboratori di Mousse T.).[8]
- 2017 - Erica Mou, come primo singolo dall'album Bandiera sulla luna.[9]
- 2020 - Marco Guazzone, come sigla ufficiale del programma radiofonico "C'è sempre una canzone - Live da casa" trasmessa dalla radio InBlu, emittente di proprietà della CEI.[10]
- 2020 - Il pilota di Formula 1 Sebastian Vettel ha intonato questa canzone riadattata a proprio modo nella sua ultima gara per la Scuderia Ferrari, per mandare un saluto al team italiano.
- 2023 - Il duo Colapesce Dimartino ha interpretato questa canzone insieme a Carla Bruni nella serata del 73º Festival di Sanremo dedicata alle cover.

in francese
- 1969 - la cantante francese di origine belga Régine, nell'album 1969.

in tedesco
Esistono due versioni: una con un testo del poeta e paroliere tedesco Kurt Feltz, e l'altra con un altro testo dell'attore, cantante e showman austriaco Peter Alexander, che la incide pure nel 1988, nell'album Mit Peter Alexander der Sonne Entgegen.
- 1968 - Vico Torriani, 45 giri (Philips, 384 576 PF), album Buona sera, Vico! (Philips, 844 368 PY)
- 1975 - il cantautore e musicista tedesco (nato nella Slesia della Repubblica Ceca) Peter Rubin, nell'album Seine großen Erfolge.
- 2006 - il musicista tedesco Dieter Thomas Kuhn, nell'album Einmal um die Ganze Welt.
- 2012 - il cantante tedesco Roger Baptist, in arte Rummelsnuff, nell'album Himmelfahrt, cioè Ascensione.

in ebraico
- 1993 - il cantante israeliano Arik Einstein, ne ha fatto una versione in ebraico dal titolo Amru Lo, cioè Gli dissero, nell'album raccolta "אוסף", Osef, che significa appunto Collezione.

in spagnolo e inglese
- 1999 - Il cantante cileno José Seves, nell'album Hata, cantos de aldea.
- 2015 - Il crooner italiano Matteo Brancaleoni in duetto con la cantante italo-messicana Ely Bruna, nell'album Made in Italy.

in ungherese
- 1999 - il gruppo rock ungherese "Alvin és a mókusok", nell'album "Emberek és állatok".

strumentale
- 2018 - Il pianista italiano Emanuele Coluccia, in trio con Luca Alemanno al contrabbasso e Dario Congedo alla batteria, nell'album Birthplace, per l'etichetta "Workin' Label", realizza una versione strumentale ri-armonizzata del brano.

## Inno
Il brano è dagli anni ottanta l'inno ufficiale del Siracusa Calcio, ed accompagna ogniqualvolta l’ingresso in campo delle squadre prima del fischio d’inizio.
Viene utilizzato anche dal Como durante i riscaldamenti pre-partita di ogni gara, in passato fu anch'esso un inno della società lariana.